# 기타 다이치
기타 다이치(祇陀大智)는 일본 가마쿠라 시대 후기부터 남북조 시대에 걸쳐 활약했던 조동종(曹洞宗)의 승려이다. 일본 규슈 히고 국(肥後国) 출신이다. 다이치 소케이(大智祖継, だいちそけい)라고도 불리며, 일반적으로는 다이치 선사(大智禅師)라고 불린다. 기타 다이치라는 호칭은 그가 가가(加賀)에 개창한 사찰 기타지에서 따온 것이다.

## 약력
일본 히고 국 우토 군(宇土郡) 나가사키(현· 구마모토 현 우키 시 시라누히 정) 태생이다. 어렸을 때의 이름은 만주(萬仲)였다. 일곱 살 때 출가하여 대자사(大慈寺)의 간간 기엔(寒巌義尹)에 사사했고, 기엔이 사망한 뒤에는 가마쿠라 겐초지(建長寺) · 교토 호칸지(法觀寺) · 가가 다이쇼지(大乘寺) 등지를 방문한다. 쇼와(正和) 3년(1314년), 원(元)으로 건너가 고림청무(古林清茂), 운외운수(雲外雲岫, 1242~1324) 등에게 배우고, 고려를 거쳐 쇼추(正中) 원년(1324년) 일본에 귀국하였다. 이후 게이잔 죠킨(瑩山紹瑾)의 지시로 메이호 소테쓰(明峰素哲) 아래에서 참선하였다. 이후 가가 국(加賀国)에 기타지(祇陀寺)를 개창하고, 나아가 히고 국에 세이고지(聖護寺)를 개창하였으며, 히고의 대호족 기쿠치 씨의 귀의를 받아 고후쿠지(廣福寺)를 창건, 기쿠치 일족에게 정신적으로 큰 영향을 주었다. 쇼헤이(正平) 8년/분나 2년(1353년)에는 아리마 스미요(有馬澄世)의 초대를 받아 히젠 가즈사(현 나가사키 현 미나미시마바라 시 가즈사 정)에 가서, 스이게쓰 산(水月山)에 엔도지(圓通寺)를 창건하였다. 쇼헤이 21년/조지(貞治) 5년 12월 10일(1367년 1월 10일), 그곳에서 사망하였다.

## 법명의 유래의 전설
다이치라는 법명에 관해서 다음과 같은 전설이 전해지고 있다.
일곱 살 때의 다이치, 만주는 히고 대자사의 승려 간간 기엔의 제자로 들어가게 되었다. 서로 만난 자리에서 기엔이 나이를 물으면서 "이름을 무엇이라 하느냐?" "만주라고 합니다" "몇 살이냐?" "나이 일곱이 됩니다." 거기서 간간은 손에 들고 있던 만두를 주며 먹으라고 권했다. 만두를 먹는 만주를 보고 기엔이 물었다. "만주(미쓰나카)가 만두(만쥬)를 먹는데 어떤 기분이냐?"라고 묻자 만주는 대답했다. "큰 뱀이 작은 뱀을 먹는 것 같습니다" 그 대답에 매우 감탄한 기엔은 이번에는 강(대자사 옆을 흐르는 미도리 강)을 가리키며 말했다. "이 강은 나룻배가 오가느라 매우 시끄러운데, 이 자리에서 저 배들이 오가는 것을 멈춰 보아라." 이에 만주는 자리에서 일어나 강이 내다보이는 쪽의 장지문을 닫고 자리로 돌아가 말하였다. "이제 배는 멈췄습니다." "그렇다면 그 자리에서 움직이지 말고 멈추어 보여라." 이에 만주는 말없이 눈을 감았다. 일곱 살 아이의 지혜에 몹시 감탄한 기엔은 "상당히 지혜로운 꼬맹이로구나. 출가하면 고지(小智)라고 자칭하는 것이 좋겠다." "싫습니다." "어째서냐?" "작은 지혜는 보리(깨달음)에 방해가 됩니다." 기엔은 크게 웃으며 다이치(大智)라고 이름 붙였다고 한다.

## 참고문헌
- 이이다 토시유키 편역 『에죠 ·다이치』(현대어역 동문선문학집, 국서간행회, 2001년)
- 미즈노 야에코 편저 『다이치 게송 · 십이시법어 · 가나 법어』(선입문 6: 코단샤, 1994년)
- 시라누이 정 역사편찬위원회 편찬 『시라누이 정사』(시라누이 정, 1972년)
- 「기쿠치 광보 271호」(기쿠치 시, 1979년 11월)